# Willard Manus
Willard Manus (New York, 28 september 1930 – Los Angeles, 19 januari 2023) was een Amerikaanse romanschrijver, toneelschrijver en journalist. 

## Loopbaan
Manus is vooral bekend van zijn cultroman Mott the Hoople, waaraan de gelijknamige Britse rockband uit de jaren 70 de naam aan ontleende. Manus woonde tussen 1960 en 1990 in Griekenland en schreef daar later het boek Leka de hond over.
Hij overleed in 2023 op 92-jarige leeftijd.

## Journalistiek
- Correspondent Zuid-Californië voor Playbill On-Line (1995-2000).
- Maandelijks columnist bij  What's Up Magazine, Lively-Arts.com, Total Theater, The Outlook, Daily News, North-East Newspapers en Pasadena Star News.

## Boeken
Manus schreef verschillende boeken. Het bekendste is Mott the Hoople. Verder schreef hij:
- The Fighting Men
- The Fixers
- Connubial Bliss
- The Pigskin Rabbi
- The Island Kids
- The Proud Rebel
- Sea Treasure
- Mystery of the Flooded Mine
- A Dog Called Leka, dat in 2012 werd uitgegeven door uitgeverij Nobelman onder de naam Leka de hond.
- This way to paradise

## Toneelstukken
- Diamonds (Los Angeles, 1985, regisseur Richmond Shepard)
- Hemingway--On the Edge (Los Angeles, 1993, regisseur Lonny Chapman)
- In My Father's House (Los Angeles, 2000, regisseur Jerome Guardino)
- Junk Food (Los Angeles, 1981, regisseur Rick Edelstein)
- MM at 58 (Los Angeles, 1989, regisseur Gary Guidinger)
- The Bleachers
- The Deepest Hunger (Los Angeles, 1984, regisseur Lonny Chapman)
- The Electronic Lincoln (Los Angeles, 1992, regisseur Susan Deitz)
- Their Finest Hour--Churchill and Murrow (Woodstock, regisseur Nicola Sheara)
- The Kendo Master (Los Angeles, 1981, regisseur Sab Shimono)
- The Last Laugh (Los Angeles, 1999, regisseur John Lant)
- The Love Boutique (Los Angeles, 1989, regisseur Walter Olkiewicz)
- The Penis Monologues (Los Angeles, 2002, regisseur Louis Fantasia)
- The Yard
- Man in the Sun
- Porkchops
- The Call (Los Angeles, 2006, regisseur Gregory Crafts)
- Reap the Whirlwind (Los Angeles, 2000, regisseur Doug Lowry)
- Walt-Sweet Bird of Freedom (Los Angeles, 1984, regisseur Lonny Chapman)
- Central Avenue--The Musical (Los Angeles, 2007, regisseur Louis Fantasia).
- In My Father's House
- Berlin Cowboys

- Catàleg d'autoritats de noms i títols de Catalunya: 981058516595806706
- Gemeinsame Normdatei: 1077105649
- International Standard Name Identifier: 0000 0000 7902 4048
- Library of Congress Control Number: n81126651
- Nationale Bibliotheek van Tsjechië: mzk2014815267
- Nationale Bibliotheek van Israël: 987007265075205171
- SNAC: w6558k5d
- Virtual International Authority File: 3804282
- WorldCat: E39PBJpPDwmgXMjF9cRDVYDTHC